# Condado de Khash
Condado de Khash (en persa: شهرستان خاش‎) es un condado en Provincia de Sistán y Baluchistán en Irán. La capital del condado es Khash. El condado se divide en tres distritos:. El Distrito Central (Condado de Khash), Distrito de Irandegan y el Distrito de Nukabad. El condado tiene dos ciudades: Khash y Nukabad.
- Datos: Q1278689
- Multimedia: Khash County / Q1278689